# Randers HH
Randers HH eller Randers Herre Håndbold er en dansk herre-håndboldklub beliggende i Randers. Klubben blev dannet i et samarbejde mellem de lokale moderklubber Dronningborg Boldklub, Randers Freja, Hornbæk SF samt Randers KFUM i 2006, da man ønskede en decideret herre-håndboldklub i Randers med elitært miljø. Dette havde man ikke haft siden 2002 hvor den daværende herre-klub blev lukket.
Randers HH består udelukkende af et U/19- og U/17-hold, efter man indgik konkursbegæring for 1. divisionsholdet i maj 2020.

## Filosofi
Randers HH er en klub, der vil satse på spillere fra egen avl - og være et af de mest talentudviklende hold i Danmark. Målet om dette bliver gradvist mere og mere opfyldt for hvert år. Dette har resulteret i, at man i sæson 12/13 rykkede op i landets næstbedste række - flere år før planlagt -, hovedsagligt med spillere fra egen avl, og som alle har været igennem Randers's talentudviklingsprogram.

## Historie
I 2015-16 sæsonen rykkede holdet op i Herrehåndboldligaen. Året efter rykkede de ned igen.